# Sojuz MS-15
Sojuz MS-15 (ryska: Союз МС-15) är en flygning i det ryska rymdprogrammet, till Internationella rymdstationen (ISS). Farkosten sköts upp med en Sojuz-FG-raket, från Kosmodromen i Bajkonur den 25 september 2019. Farkosten dockade med rymdstationen, knappt sex timmar efter uppskjutningen.
Flygningen transporterade Oleg Skripotjka, Jessica Meir och Hazza Al Mansouri till rymdstationen.
När farkosten lämnade rymdstationen den 17 april 2020, fanns Oleg Skripotjka, Jessica Meir och Andrew R. Morgan ombord. Några timmar senare återinträdde den i jordens atmosfär och landade i Kazakstan.

## Besättning
|                | Uppskjutning                                                 | Landning                                                            |
| -------------- | ------------------------------------------------------------ | ------------------------------------------------------------------- |
| Befälhavare    | Oleg Skripotjka, RSA Hans tredje rymdfärd Expedition 61 / 62 | Oleg Skripotjka, RSA Hans tredje rymdfärd Expedition 61 / 62        |
| Flygingenjör 1 | Jessica Meir, NASA Hennes första rymdfärd Expedition 61 / 62 | Jessica Meir, NASA Hennes första rymdfärd Expedition 61 / 62        |
| Flygingenjör 2 | Hazza Al Mansouri Hans första rymdfärd                       | Andrew R. Morgan, NASA Hans första rymdfärd Expedition 60 / 61 / 62 |

## Reservbesättning
| Befälhavare    | Sergej Ryzjikov, RSA      |
| Flygingenjör 1 | Thomas H. Marshburn, NASA |
| Flygingenjör 2 | Sultan Al Neyadi          |